# Велика Італія

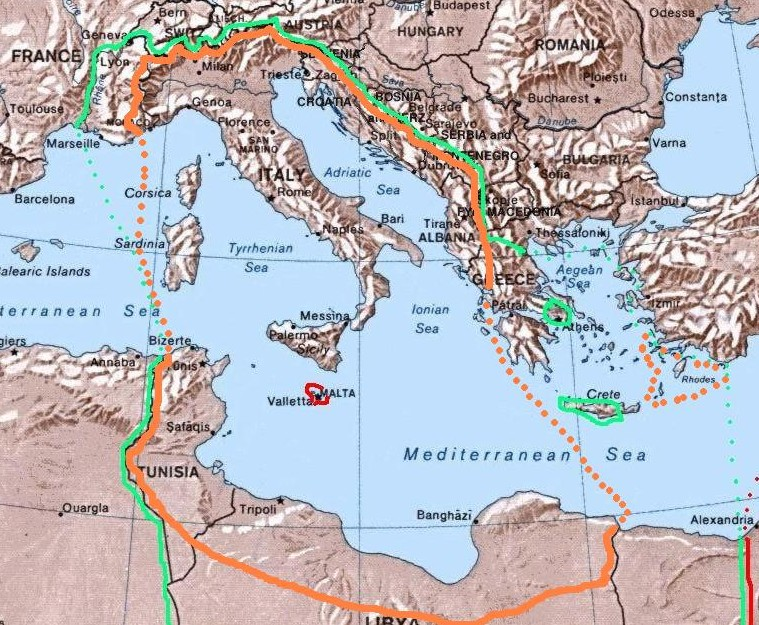
Карта «Великої Італії».
Території, плановані для приєднання, в проєкті 1940
Території під контролем Італії в листопаді 1942
Території під контролем Великої Британії в листопаді 1942

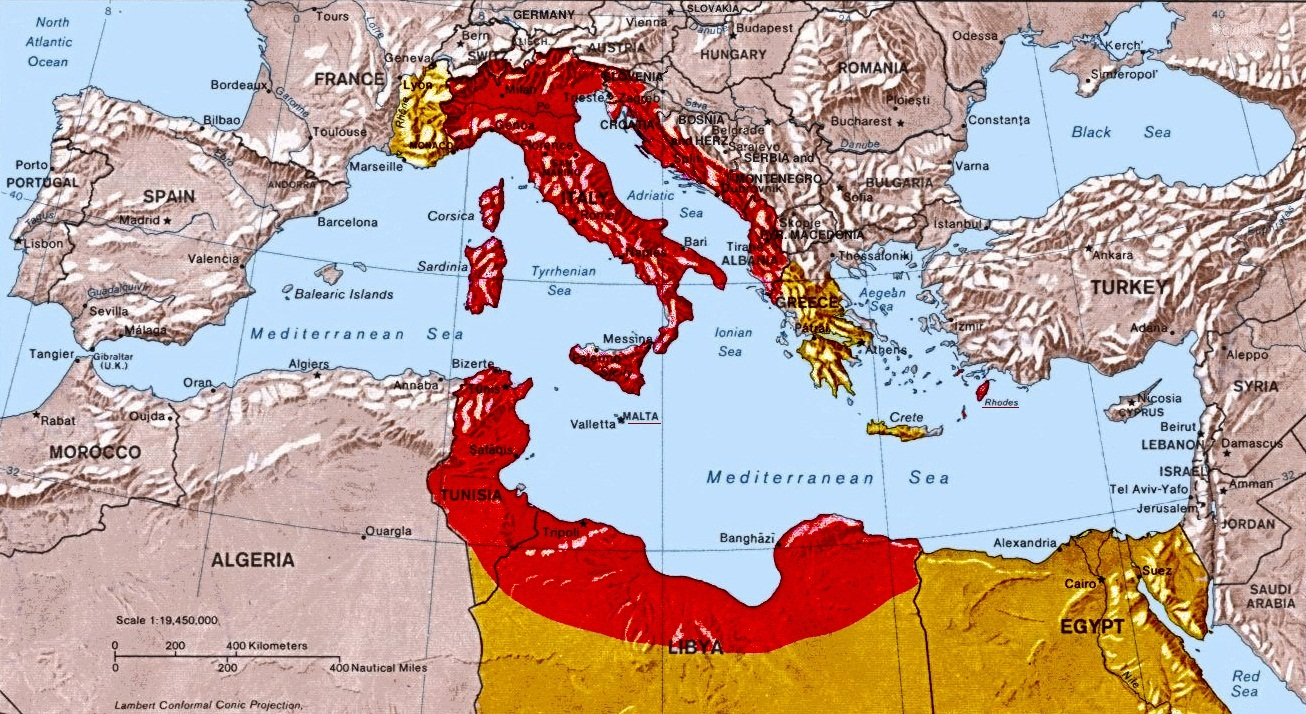
Карта Великої Італії

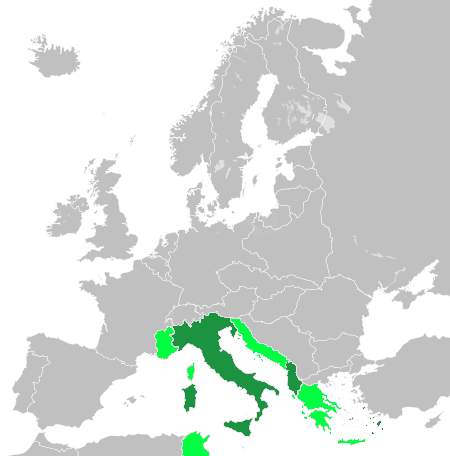
Темнозеленим кольором позначена територія Італії в 1940. Світлозелені території — плановані надбання після перемоги у Війні

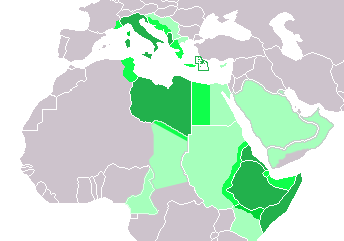
Фашистський проєкт зі створення Італійської імперії від Лівії до Сомалі після перемоги у війні. Темнозелений — території Італії до Війни

Велика Італія (італ. Grande Italia), або Імперська Італія (Italia Imperiale) — амбітний проєкт, задуманий у фашистській Італії та вперше озвучений губернатором Додеканесу Чезаре-Марія де Веккі в 1936. 

## Історія
Метою цього проєкту було створення Італійської імперії, яка, крім територій старих претензій іредентистів, як-от Корсика, Ніцца, Корфу, Далмація, Мальта, включила б додаткові середземноморські володіння з італійським населенням або ті, що були в італійській сфері впливу. До таких територій прихильники Великої Італії зараховували Албанію, Чорногорію, Північний Туніс. Вони ж наполягали на тіснішій інкорпорації Північної Лівії, завойованої («в загальних рисах») у 1911-1912 роках. Проєкт мав на меті створення Італійської держави, в якій неіталійські елементи асимілювалися б і де заохочувалася італійська колонізація. Передбачувана експансія допомогла б Італії відновити панування в Середземномор'ї, втрачене після падіння Римської імперії. 
У ході підготовки війни з Францією в 1940, фашистський режим «узяв приціл» на Корсику, Ніццу, Савойю, Туніс та Джибуті. А міністр закордонних справ граф Галеаццо Чіано виступив 10 червня 1940 з ідеєю розділу Швейцарії між Німеччиною та Італією: до останньої могли б відійти кантони Тічино, Граубюнден та Вале. 